# Liste des évêques et archevêques de Bénévent
Cette liste recense les évêques et archevêques qui se sont succédé sur le siège de l'archidiocèse de Bénévent.

## Évêques de Bénévent
- Saint Janvier de Bénévent (? -305)
- Teofilo (mentionné en 313)
- Saint Doro Ier (?) (320)
- Saint Apollonio (326)
- Saint Cassiano (?) (340)
- Saint Janvier II (mentionné en 343/344)
- Liniano Ier (369)
- Saint Emilio (406-407)
- Saint Giovanni Ier (415-448)
- Doro II (menzionato nel 448)
- Saint Tammaro (465)
- Saint Sofio (490)
- Epifanio (492/496-499)
- Felice Ier (?) (520)
- Saint Marciano (533)
- Saint Zenone (543)
- Felice II (585)
- Liniano II (591)
- Davide Ier (600)
- Barbaro (602)
- Alfano (615)
- Ildebrando (652-663)
- Saint Barbat (663-682)
- Bienheureux Giovanni II (684-716)
- Totone (mentionné en 733)
- Monoaldo (mentionné en 743)
- Giovanni III (mentionné en 748)
- Davide II (781/782-796)
- Gutto (?)
- Orso (mentionné en 831 et en 839)
- Ermerisso (839-845)
- Giovanni IV (845- ?)
- Giovanni V (852- ?)
- Aione † (871-886)
- Pietro (887-914)
- Giovanni VI (914-928)
- Giovanni VII (928-956)

## Archevêques de Bénévent
- Landolfo I (956-983)
- Alone (983)
- Alfano (985-1001)
- Alfano II (1001-1045)
- Maldefrido (1045-1053)
- Ouldarico (1053-1069)
- Aurelio (1071-1074)
- Saint Milon (1074-1076)
- Roffredo Ier (1076-1107)
- Landolfo Rangone (1108-1119)
- Roffredo II (1120-1130)
- Landolfo de Garderisio (1130-1132)
- Gregorio (1130-1145)
- Roseola (1145-1146)
- Pietro II (1147-1155)
- Enrico (1156-1165)
- Lombardo da Piacenza (1171-1177/1179)
- Ruggero, O.S.B (1179-1221)
- Ugolino de Comite (1221-1251)
- Capoferro (1252-1280)
- Giovanni Castrocoeli, O.S.B (1282-1294), nommé administrateur apostolique
  - Giovanni Castrocoeli, O.S.B (1294-1295), administrateur apostolique
- Giovanni X (1295-1301), nommé archevêque de Capoue
- Adenolfo (1301-1302)
- Bienheureux Jacques de Viterbe, O.E.S.A (1302-1302), nommé archevêque de Naples
- Monaldo Monaldeschi, O.F.M (1302-1331)
- Arnaud de Brussac (Arnaldo de Brusaco), O.F.M (1332-1344) , moine à l'abbaye Notre-Dame de Gondon, par bulle papale du 10 janvier 1332, abbé de l'abbaye Sainte-Sophie de Bénévent en 1323.
- Guglielmo Isnardi, O.F.M (1344-1346)
- Stefano Dupin (1346-1350)
- Pietro Dupin (1350-1360)
- Geraud (1360- ?)
- Guillaume Bourgeois (1362- ?)
- Ugone da Bruxeo, O.P (1363- ?)
- Ugone Guidardi (1365-1378)
- Francesco Uguccione (1383-1384), nommé archevêque de Bordeaux
- Nicolò Zanasio (1384-1384), nommé archevêque de Naples
- Donato d'Aquino (1385-1426)
- Paolo Capranica (1427-1428)
- Gaspare Colonna (1429-1435)
- Astorgio Agnesi (1436-1451)
- Giacomo della Ratta (1451-1460)
- Alessio de Cesari (1462-1464)
- Niccolò Piccolomini (1464-1467)
- Corrado Capece (1467-1482)
- Leonardo Griffi (1482-1485)
- Lorenzo Cybo de Mari (1485-1503)
- Ludovico Podocataro (1503-1504), nommé administrateur apostolique
  - Ludovico Podocataro (1504-1504), administrateur apostolique
  - Galeotto Franciotti della Rovere (1504-1508), administrateur apostolique
  - Sisto Gara della Rovere (1508-1514), administrateur apostolique
  - Alessandro Farnese (1514-1522), administrateur apostolique
- Alfonso Sforza di Santa Fiora (1522- ?)
  - Alessandro Farnese (1528-1530), élu pape sous le nom de Paul III, administrateur apostolique
- Francesco Della Rovere (1530-1544)
- Giovanni Della Casa (1544-1556)
  - Alexandre Farnèse (1556-1560), administrateur apostolique
- Giacomo Savelli (1560-1574)
- Massimiliano Palombara (1574-1607)
- Pompeo Arrigoni (1607-1616)
- Alessandro di Sangro (1616-1633)
- Agostino Oreggi (1633-1635)
  - Siège vacant (1635-1642)
- Vincenzo Maculani, O.P (1642-1643)
- Giovan Battista Foppa, C.O (1643-1673)
- Giuseppe Bologna (1674-1680)
- Girolamo Gastaldi (1680-1685)
- Vincenzo Maria Orsini, O.P (1686-1724), élu pape sous le nom de Benoît XIII
  - Benoît XIII (1724-1730), administrateur apostolique
- Niccolò Paolo Andrea Coscia (1730-1731)
- Sinibaldo Doria (1731-1733)
- Serafino Cenci (1733-1740)
- Francesco Landi Pietra (1741-1752)
- Francesco Pacca (1752-1763)
- Gianbattista Colombini, O.F.M.Conv (1763-1774)
- Francesco Maria Banditi, C.R (1775-1796)
- Domenico Spinucci (1796-1823)
- Giovanni Battista Bussi (1824-1844)
- Domenico Carafa della Spina di Traetto (1844-1879)
- Camillo Siciliano di Rende (1879-1897)
- Donato Maria Dell'Olio (1898-1902)
- Benedetto Bonazzi, O.S.B (1902-1915)
- Alessio Ascalesi, C.PP.S (1915-1924), nommé archevêque de Naples
- Luigi Lavitrano (1924-1928), nommé archevêque de Palerme
- Adeodato Giovanni Piazza, O.C.D (1930-1935), nommé patriarche de Venise
- Agostino Mancinelli (1936-1962)
- Raffaele Calabria (1962-1982)
- Carlo Minchiatti (1982-1991)
- Serafino Sprovieri (1991-2006)
- Andrea Mugione (2006-2016)
- Felice Accrocca (2016-  )